# Llullataruca shockeyi
Llullataruca shockeyi — викопний вид ссавців родини Макраухенієві (Macraucheniidae) вимерлого ряду Літоптерни (Litopterna), що існував у міоцені в Південній Америці.

## Скам'янілості
Викопні рештки тварини знайдено у департаменті Тариха на півдні Болівії. Було виявлено частковий череп та нижню щелепу із зубами.

## Опис
Llullataruca був одним з найменших представників родини, він важив 35-55 кг.